# Romain Gijssels
Romain Gijssels, né le 10 mars 1907 à Denderwindeke et mort le 31 mars 1978 à Paris, est un coureur cycliste belge, surnommé « La classe ». Professionnel de 1930 à 1936, il a notamment remporté le Tour des Flandres en 1931 et 1932,  Paris-Roubaix en 1932, ainsi que Bordeaux-Paris cette année-là.

## Palmarès
- 1930
  - 1re étape du Critérium des Aiglons
  - 3e du Grand Prix François-Faber
  - 3e du championnat de Belgique indépendants
- 1931
  - Tour des Flandres
  - 2e étape du Critérium des Aiglons
  - GP Wolber
  - 2e de Bordeaux-Paris
  - 3e du Critérium des Aiglons
  - 3e de la Coupe Sels
  - 3e de Paris-Bruxelles
  - 9e de Paris-Roubaix
- 1932
  - Paris-Roubaix
  - Tour des Flandres
  - Bordeaux-Paris
  - 2e étape du Circuit du Morbihan
  - 3e du Circuit de Paris
  - 5e de Paris-Bruxelles
  - 10e du championnat du monde sur route
- 1933
  - Marseille-Lyon
  - 1re étape de Paris-Saint-Étienne
  - Grand Prix de Saint-Nicolas
  - 3e du Tour des Flandres
  - 3e de Bordeaux-Paris
  - 7e de Paris-Bruxelles
- 1934
  - Paris-Belfort
  - 2e de Paris-Tours
  - 2e du Circuit du Morbihan
- 1935
  - 3e du Critérium des As
- 1936
  - 4e de Paris-Roubaix
  - 4e de Bordeaux-Paris
  - 8e du Tour des Flandres